# Michał Krasenkow
Michał Krasenkow (en russe Михаил Красенков, Mikhaïl Krassenkov ; né le 14 novembre 1963 à Moscou) est un grand maître soviétique puis polonais du jeu d'échecs. Krasenkow est le plus fort joueur polonais des années 1990 jusqu'aux années 2000. Il est aussi entraîneur et auteur de livres sur les échecs.

## Biographie et carrière
Krasenkow est né à Moscou et a obtenu un master de mathématiques appliquées en 1985.
Il a été formé à l'école d'échecs au Palais des pionniers sur la colline des Moineaux de Moscou, dont le chef est Aleksandr Mazia.
Ses premiers succès remarquables datent des années 1980 : maître national de l'URSS en 1988 et grand maître international en 1989. Il est champion de la RSS de Géorgie en 1987.
En 1992, Krasenkow émigre pour la Pologne. Depuis 1996, il représente son pays d'accueil dans les compétitions internationales. Il remporte le championnat de Pologne en 2000 et 2002.
Son meilleur classement Elo est de 2702 points Elo, obtenu en juillet 2000.

### Tournois internationaux
Les principaux succès de Krasenkow ont été remportés aux tournois de :
- Vienne 1990 ;
- Gausdal 1991 ;
- Moscou 1992 (mémorial Tal open), ex æquo avec Makarytchev et Rachkovski ;
- Las Palmas 1993 ;
- Stockholm (Rilton Cup) en 1994-1995, 1995-1996 et 2012-2013 ;
- Reggio-Emilia 1996-1997 ;
- New York 1997 ;
- Shanghai 2001 ;
- Wijk aan Zee B (tournoi Corus B) 2002 ;
- Wijk aan Zee C en 2007 ;
- Vissingen 2013 et 2014 ;
- Moscou (open) 2014 :
- Porticcio (open) en 2017.

### Championnats du monde et coupes du monde
Il a participé aux championnats du monde KO de la Fide de 1997 à 2004. Son meilleur résultat est à Groningue en 1997 où il est éliminé en quart de finale (au cinquième tour) par Nigel Short. Il a participé à la Coupe du monde d'échecs 2005, à Khanty-Mansiïsk, où il fut éliminé au premier tour par Farroukh Amonatov.
| Année | Lieu                             | Résultat                            | Ultime adversaire  | Adversaires battus                                                           |
| ----- | -------------------------------- | ----------------------------------- | ------------------ | ---------------------------------------------------------------------------- |
| 1997  | Groningue                        | quart de finale (cinquième tour)    | Nigel Short        | Paul van der Sterren, Gildardo García Ievgueni Bareïev Zurab Azmaiparashvili |
| 1999  | Las Vegas                        | troisième tour                      | Vadim Zviaguintsev | Tony Miles                                                                   |
| 2000  | New Delhi                        | deuxième tour                       | Bartłomiej Macieja |                                                                              |
| 2001  | Moscou                           | premier tour                        | Smbat Lputian      |                                                                              |
| 2004  | Tripoli                          | quatrième tour (huitième de finale) | Vladimir Akopian   | Gilberto Milos, Nigel Short Vadim Zviaguintsev                               |
| 2005  | Khanty-Mansiïsk (coupe du monde) | premier tour                        | Farroukh Amonatov  |                                                                              |
| 2021  | Sotchi (coupe du monde)          | troisième tour                      | R. Praggnanandhaa  | Matej Šebenik Kirill Alekseïenko                                             |

### Compétitions par équipe
Krasenkow fut champion d'URSS par équipe avec le club Tigran Petrossian de Moscou en 1990.
Il a conquis le titre en interclubs polonais à 13 reprises entre 1991 et 2005.
En 1997, il remporte la coupe d'Europe des clubs d'échecs avec l'équipe du Ladia d'Azov.

## Publications
Krasenkow a écrit de nombreux livres de théorie dont :
- The Open Spanish; Cadogan Books, 1995
- The Sveshnikov Sicilian, Cadogan Books, 1996

Le jeu de Krasenkow est souvent qualifié d'agressif et de spectaculaire. Il a remporté plusieurs prix de beauté.